# Ancylolomia inornata
Ancylolomia inornata là một loài bướm đêm trong họ Crambidae.